# Emmy Rossum
Emmanuelle Grey Rossum (bedre kendt som Emmy Rossum) (født 12. september 1986 i New York City, USA) er en amerikansk skuespillerinde og sanger. Hun er mest kendt for sine roller som Christine Daaé i filmatiseringen af Andrew Lloyd Webbers The Phantom of the Opera, Laura Chapman i The Day After Tomorrow og Fiona Gallagher i TV-serien Shameless, en præstation hun har høstet megen anmelderros for.
I 2007 udgav hun sit debutalbum Inside Out og samme år en jule-EP, Carol of the Bells. I 2013 udgav hun albummet Sentimental Journey, som er en samling af amerikanske sange fra 1920'erne, 30'erne, 40'erne, 50'erne, og 60'erne.

## Tidligt liv
Emmy Rossum voksede op på New York's Upper East Side med sin fotografmor som enlig forælder. Først sent i livet mødte hun sin far. Som 7-årig anbefalede hendes børnehaveklasselærer, at hun tog til optagelsesprøve hos New York Metropolitan Opera's børnekor. Efter at have sunget Happy Birthday i alle 12 tonearter blev hun budt velkommen til operaen, hvor hun optrådte med børnekoret i fem år indtil hun voksede ud af kostumerne. I den periode nåede hun at optræde med blandt andre Plácido Domingo og Luciano Pavarotti og at deltage i over 20 forskellige operaer (blandt andre La Bohème, Turandot, La Damnation De Faust, A Midsummer Night's Dream og en Franco Zeffirelli-produktion af Carmen) på seks forskellige sprog.
Hun gik på den prestigefyldte privatskole Spence School, hvis tidligere elever tæller folk som Gwyneth Paltrow og Kerry Washington. Hun stoppede dog med at følge undervisningen der for bedre at kunne fokusere på sin showbusiness karriere og tog herefter sin high school eksamen gennem Stanford University's "Education Program for Gifted Youth" (EPGY). Hun har efterfølgende studeret på Columbia University i Manhattan.

## Privat
Rossum giftede sig med musikproduceren Justin Siegel i februar 2008, hvilket ikke blev offentligt kendt før han d. 25. september 2009 indgav skilsmissebegæring med begrundelsen "uforenelige uoverensstemmelser". I oktober 2009 gik der rygter om at Rossum datede Counting Crows forsanger Adam Duritz som hun havde været på tourné med i løbet af sommeren 2009. Rossum og Duritz slog op i september 2010. Tre måneder senere, i december 2010, blev hun endegyldigt skilt fra Siegel. Siegel fik ikke tilkendt ægtefællebidrag som ønsket, men fik i stedet $57.000 for at indgå forlig. I 2011-2013 dannede Rossum par med sin skuespillerkollega Tyler Jacob-Moore som hun mødte under optagelserne til Shameless.
Under optagelserne til Comet i 2013 mødte hun forfatteren og instruktøren Sam Esmail. De to har siden dannet par. I August 2015 annoncerede de deres forlovelse.
Rossum har cøliaki, en autoimmun sygdom, der gør, at kroppen ikke tåler madvarer, der indeholder gluten eller hvede. Dette bekræftede hun på MTV News da hun fik serveret en cupcake for åbent kamera for at fejre sin 22-års fødselsdag; idet hun fortalte at, hun kun kunne spise glasuren. Hun har bekræftet dette mange gange siden, senest da hun besøgte Conan O'Brien på hans late-night talkshow hvor hun sang Puccini-arien 'O Mio Babbino Caro' for en hotdog af hvilken hun undgik at spise brødet. I samme interview indrømmede Rossum at have haft et barndomscrush på den britiske Prins Harry.
Skuespillerinden, Leighton Meester fra Gossip Girl, har i et interview med Cosmopolitan i juni 2009 sagt at Emmy Rossum er hendes bedste ven.
Hendes mor opdragede hende med jødiske traditioner som hun stadig opretholder i dag. Hun har dog også udtalt, at hun anser sig selv for at være en "spirituel person, men ikke speicielt religiøs".
I 2014 blev hun for første gang optaget på Vanity Fair's "International Best-Dressed List".

## Filmografi

### Film
| År   | Titel                                          | Rolle                     | Noter   |
| ---- | ---------------------------------------------- | ------------------------- | ------- |
| 1998 | Only Love                                      | Lily                      | TV-film |
| 1998 | Grace & Glorie                                 | Luanne                    | TV-film |
| 1999 | Genius (Disney-film)                           | Claire Addison            | TV-film |
| 2000 | Songcatcher                                    | Deladis Slocumb           |         |
| 2001 | The Audrey Hepburn Story                       | Audrey Hepburn (12-16 år) | TV-film |
| 2000 | Bryllup På Spil (It Had To Be You)             | Young Girl                |         |
| 2001 | Min Amerikanske Familie (An American Rhapsody) | Sheila (15 år)            |         |
| 2001 | Happy Now                                      | Nicky Trent/Jenny Thomas  |         |
| 2002 | Passionada                                     | Vicky Amonte              |         |
| 2003 | Nola                                           | Nola                      |         |
| 2003 | Mystic River                                   | Katie Markum              |         |
| 2004 | The Day After Tomorrow                         | Laura Chapman             |         |
| 2004 | The Phantom Of The Opera                       | Christina Daaé            |         |
| 2006 | Poseidon                                       | Jennifer Ramsey           |         |
| 2009 | Dragonball: Evolution                          | Bulma                     |         |
| 2009 | Dare                                           | Alexa Walker              |         |
| 2011 | Inside                                         | Christina Perasso         |         |
| 2013 | Beautiful Creatures                            | Ridley Duchannes          |         |
| 2014 | Before I Disappear                             | Maggie                    |         |
| 2014 | You're Not You                                 | Bec                       |         |
| 2014 | Comet                                          | Kimberly                  |         |
| 2017 | A Futile & Stupid Gesture                      | Kathryn Walker            |         |

### Tv-serier
| År    | Titel                       | Rolle               | Noter                                                               |
| ----- | --------------------------- | ------------------- | ------------------------------------------------------------------- |
| 1997  | I Lovens Navn (Law & Order) | Alison Martin       | Sæson 8, episode 10: "Ritual"                                       |
| 1998  | A Will Of Their Own         | Sarah (10 år)       | Mini-serie                                                          |
| 1999  | As The World Turns          | Abigail Williams #1 |                                                                     |
| 1999  | Snoops                      | Caroline Beels      | Sæson 6, episode 1: "Separation Anxiety", episode 11: "Blood Lines" |
| 2001  | Forsvarerne (The Practice)  | Allison Ellison     | Sæson 6, episode 1: "The Candidate"                                 |
| 2011- | Shameless (US)              | Fiona Gallagher     | Sæson 1-8                                                           |

## Diskografi
| År   | Titel                                                            | Type       | Noter                                                                          |
| ---- | ---------------------------------------------------------------- | ---------- | ------------------------------------------------------------------------------ |
| 2000 | Songcatcher: Music From And Inspired By The Motion Picture       | Soundtrack | Duet med Dolly Parton: "When Love Is New", "Barbara Allen" (Engelsk folkevise) |
| 2004 | The Phantom Of The Opera: The Original Motion Picture Soundtrack | Soundtrack |                                                                                |
| 2007 | Inside Out                                                       | Album      |                                                                                |
| 2007 | Carol Of The Bells                                               | EP         |                                                                                |
| 2013 | Sentimental Journey                                              | Album      |                                                                                |